# Tutto molto interessante
Tutto molto interessante è un singolo del cantante italiano Fabio Rovazzi, pubblicato il 2 dicembre 2016 dalla Newtopia e dalla Universal Music Group.

## Descrizione
Come il precedente singolo Andiamo a comandare, anche Tutto molto interessante è stato composto da Rovazzi insieme a Danti dei Two Fingerz. La realizzazione della base è stata invece curata dai duo Merk & Kremont e Marnik.
Il brano è fortemente legato al mondo della rete sociale (in particolar modo a Instagram e Snapchat) e all'importanza da essa rivestita nelle vite delle persone, spesso sottolineando con ironia la dipendenza causata da queste stesse app. Viene inoltre dato spazio anche alla censura, come evidenziato nel ritornello.

## Video musicale
Il video, pubblicato in concomitanza con il singolo, è stato diretto da Mauro Russo e da Rovazzi. Come in Andiamo a comandare, anche qui risaltano le partecipazioni e comparse di altri artisti italiani, come J-Ax, Fedez e Danti, personaggi televisivi, come Enrico Papi, Fabio De Luigi e Fabrizio Biggio nei panni di Gisella, un personaggio de I soliti idioti. Vi sono anche personaggi del web, come il duo comico Matt & Bise, iPantellas e Greta Menchi. Gli effetti speciali sono stati curati da Gloria FX e dal collettivo Machete Empire Records.

## Controversie
A poche ore dall'uscita di Tutto molto interessante, sono arrivate delle polemiche nei confronti di Rovazzi, mosse dal rapper sardo Salmo, il quale, sul proprio profilo Facebook, ha apertamente sostenuto il plagio, per la parte iniziale del video del singolo di Rovazzi, dell'introduzione di Mr. Thunder (traccia fantasma presente nel suo album Hellvisback). A rispondere sono stati lo showman Francesco Facchinetti, citando ironicamente una pellicola del pornoattore Rocco Siffredi, e il diretto interessato, che ha replicato sostenendo, a sua volta, che Salmo avesse deliberatamente preso spunto dall'introduzione del video di Still Waiting dei Sum 41.
Alla critica contro Rovazzi si aggiunge un altro rapper italiano, Marracash, che sostiene di averlo preceduto con il brano Gran Rap.

## Tracce
Download digitale
1. Tutto molto interessante – 2:55 (Fabio Rovazzi, Daniele Lazzarin, Riccardo Garifo, Federico Mercuri, Giordano Cremona, Emanuele Longo, Alessandro Martello)

7" – Tutto molto interessante/Andiamo a comandare
- Lato A

1. Andiamo a comandare – 2:47 (Fabio Rovazzi, Federico Mercuri, Giordano Cremona, Marco Sissa, Riccardo Garifo, Daniele Lazzarin)

- Lato B

1. Tutto molto interessante – 2:55 (Fabio Rovazzi, Daniele Lazzarin, Riccardo Garifo, Federico Mercuri, Giordano Cremona, Emanuele Longo, Alessandro Martello)

## Classifiche
| Classifica (2016) | Posizione massima |
| ----------------- | ----------------- |
| Italia            | 1                 |